# Hemichromis
Genre
Hemichromis est un genre de poissons de la famille des Cichlidae. 

## Localisation
Toutes ces espèces sont endémiques de l'Afrique.

## Liste des espèces
Selon FishBase (28 mai 2015):
- Hemichromis angolensis Steindachner, 1865
- Hemichromis bimaculatus Gill, 1862
- Hemichromis cerasogaster (Boulenger, 1899)
- Hemichromis elongatus (Guichenot, 1861)
- Hemichromis exsul (Trewavas, 1933)
- Hemichromis fasciatus Peters, 1857
- Hemichromis frempongi Loiselle, 1979
- Hemichromis guttatus Günther, 1862
- Hemichromis letourneuxi Sauvage, 1880
- Hemichromis lifalili Loiselle, 1979
- Hemichromis stellifer Loiselle, 1979

et notamment:
- Hemichromis saharae[2] anciennement confondu avec Hemichromis letourneuxi.

Selon ITIS (14 décembre 2024) :
- Hemichromis angolensis Steindachner, 1865
- Hemichromis bimaculatus Gill, 1862 - Acara rouge ; Cichlidé-joyau
- Hemichromis cerasogaster (Boulenger, 1899)
- Hemichromis elongatus (Guichenot in Duméril, 1861)
- Hemichromis fasciatus Peters, 1857
- Hemichromis letourneuxi Sauvage, 1880
- Hemichromis lifalili Loiselle, 1979